# Don Reid
Don Reid (Largo, Maryland, 30. prosinca 1973.) umirovljeni je američki profesionalni košarkaš. Igrao je na poziciji krilnog centra, a izabran je u 2. krugu (58. ukupno) NBA drafta 1995. od strane Detroit Pistonsa.

## Vanjske poveznice
- Profil na Basketball-Reference.com